# 藍地

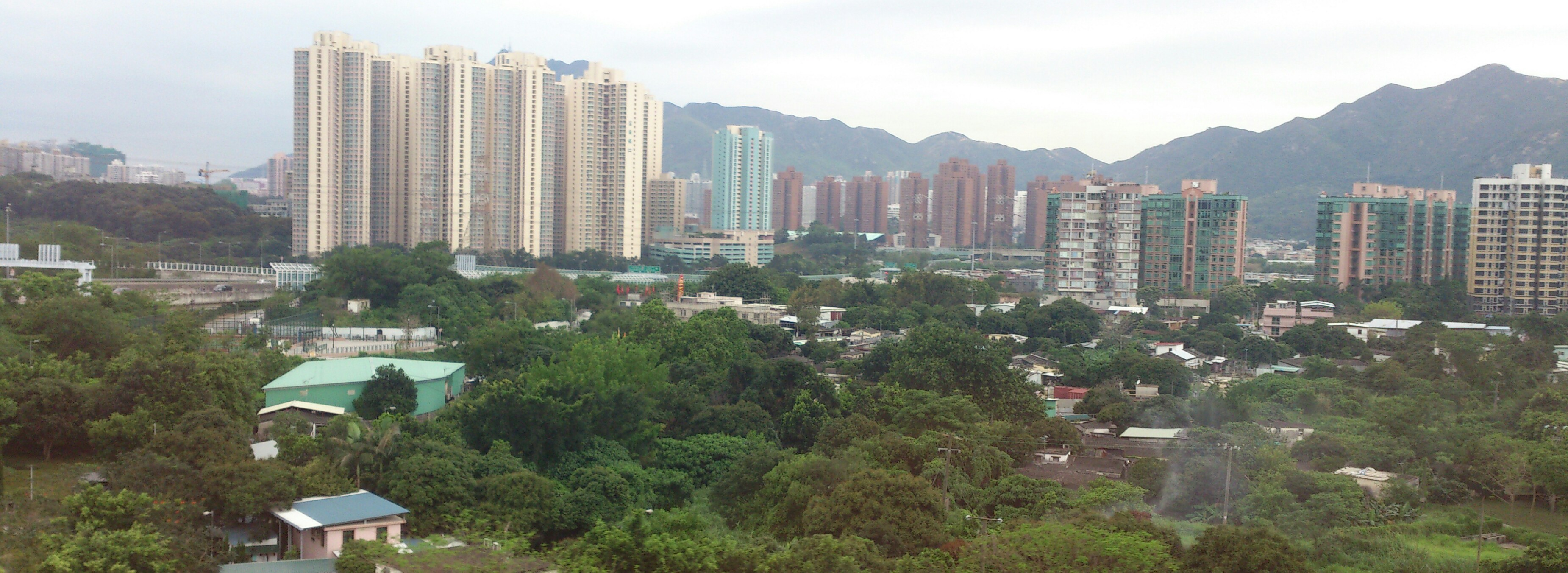
藍地與虎地一帶（2013年5月）

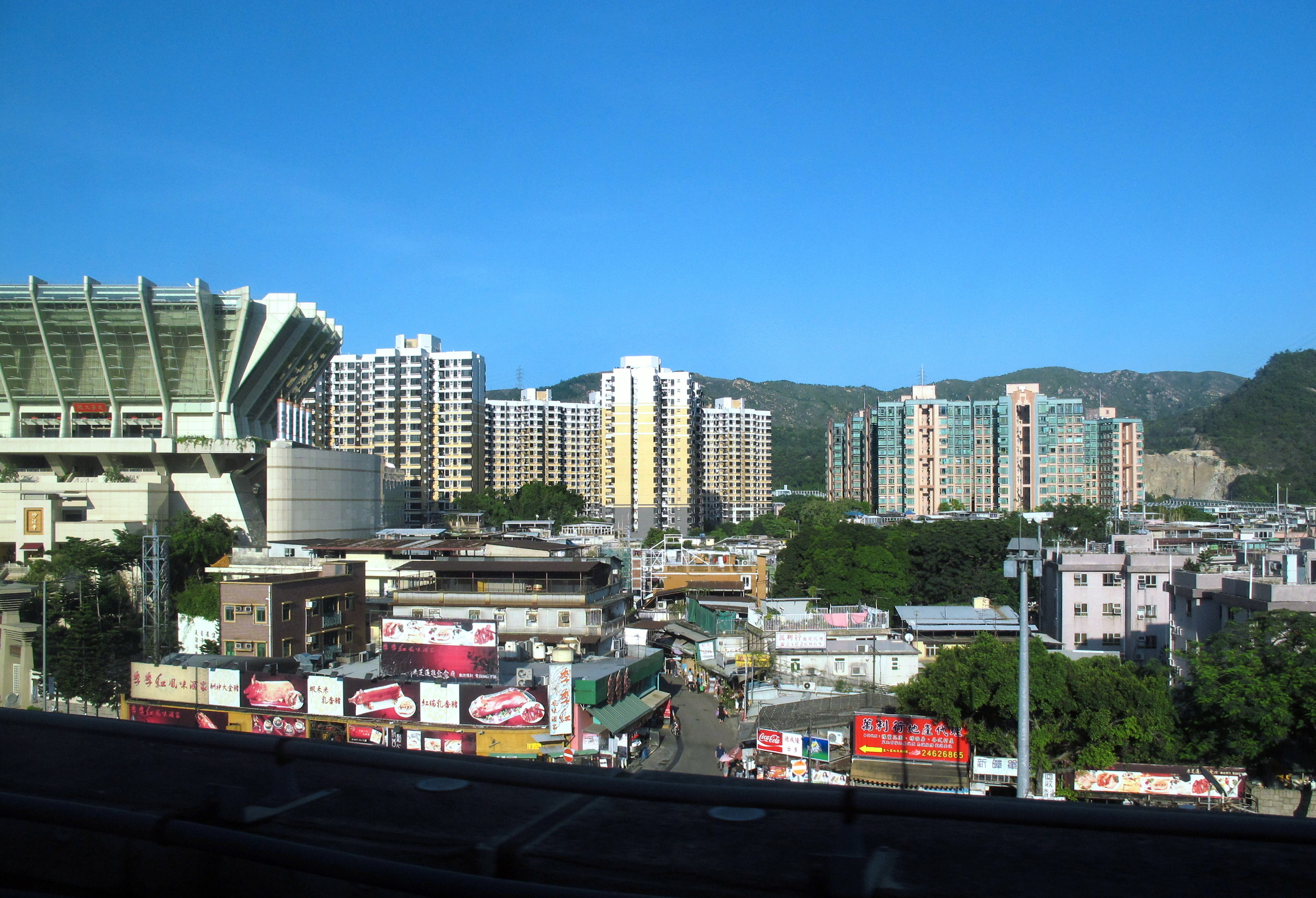
藍地的主要建築物包括妙法寺、豫豐花園和綠怡居（2011年7月）

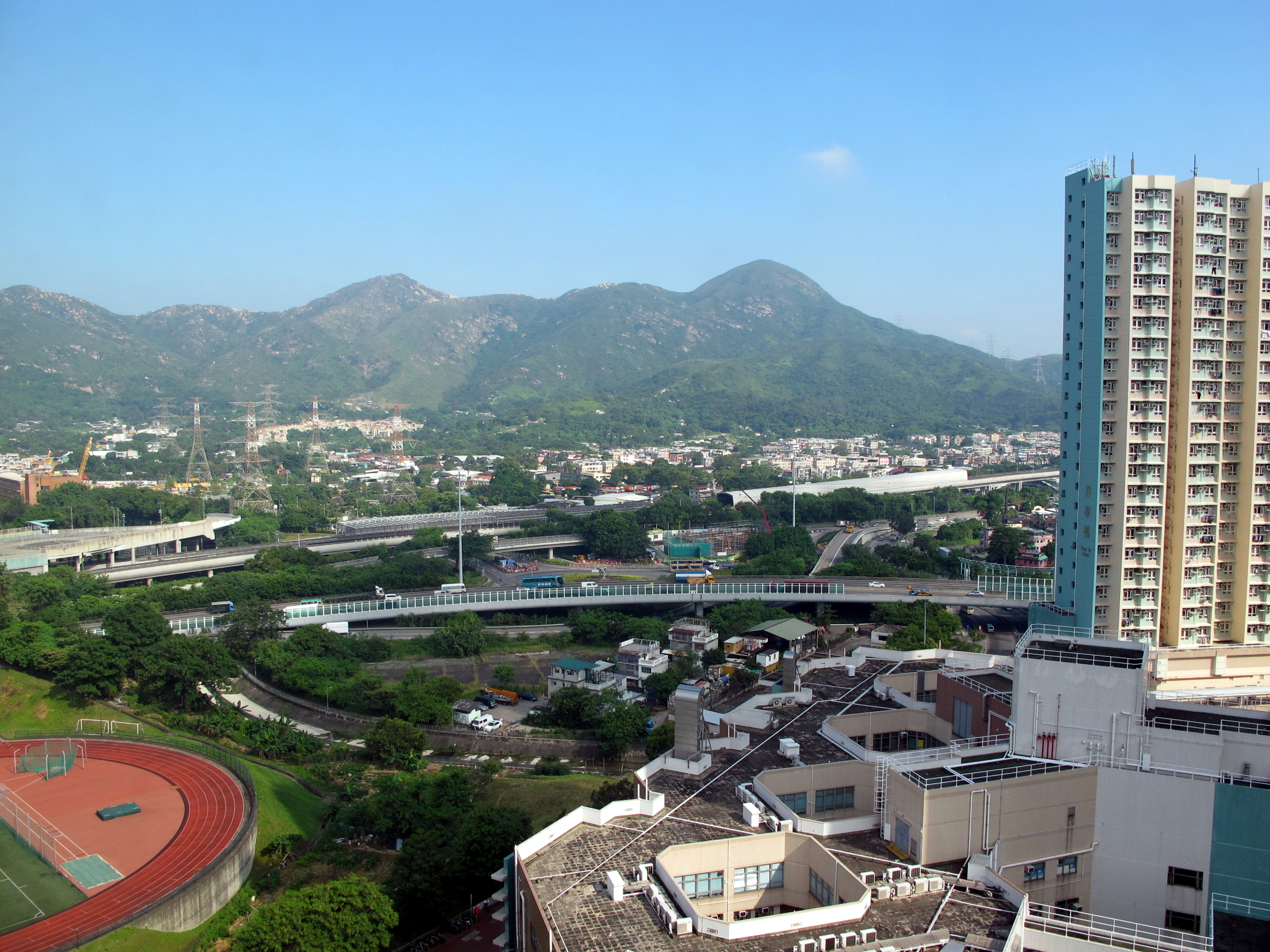
藍地交匯處與富泰邨君泰樓（2013年9月）

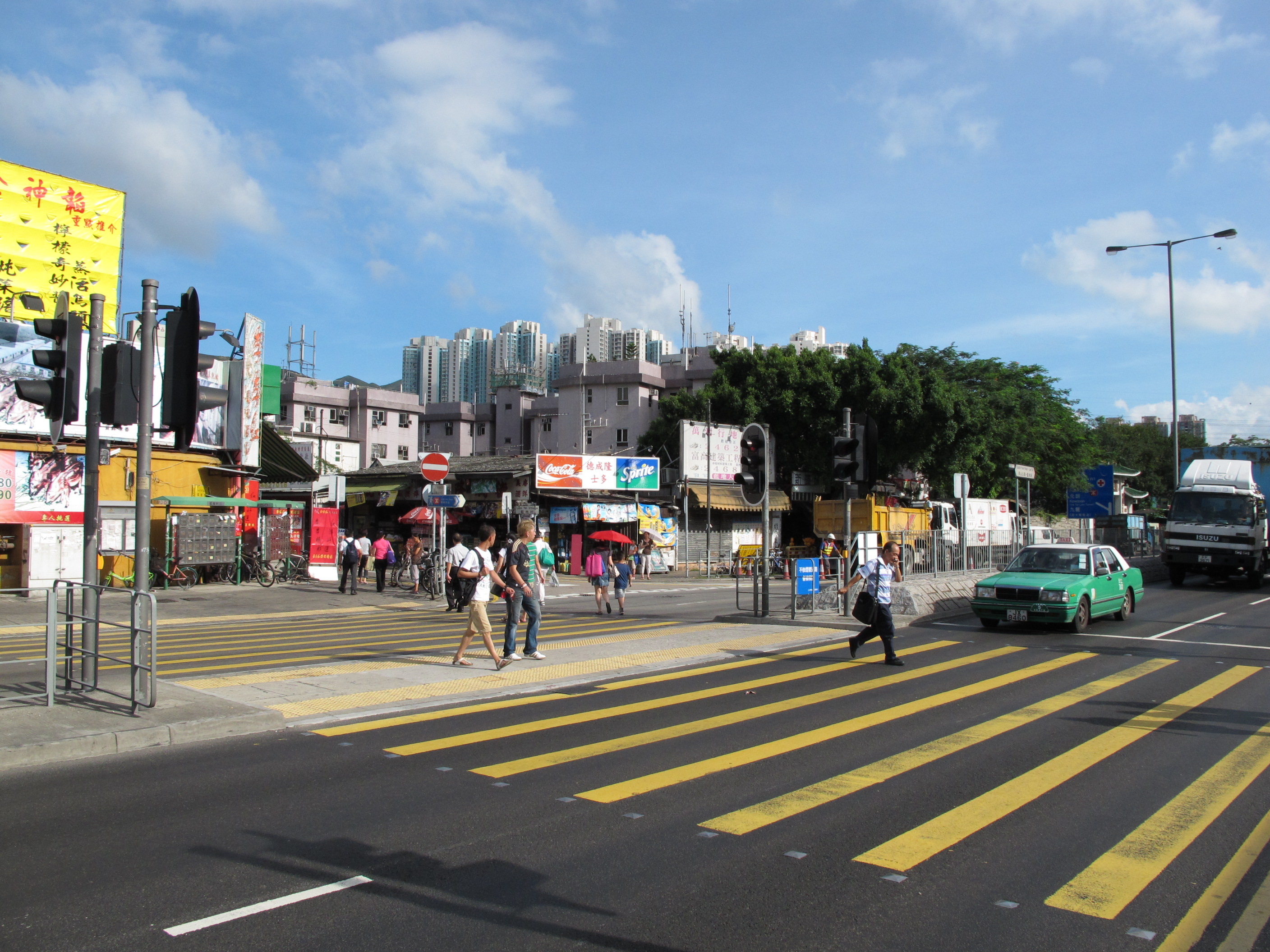
藍地大街與青山公路－藍地段交界（2010年6月）

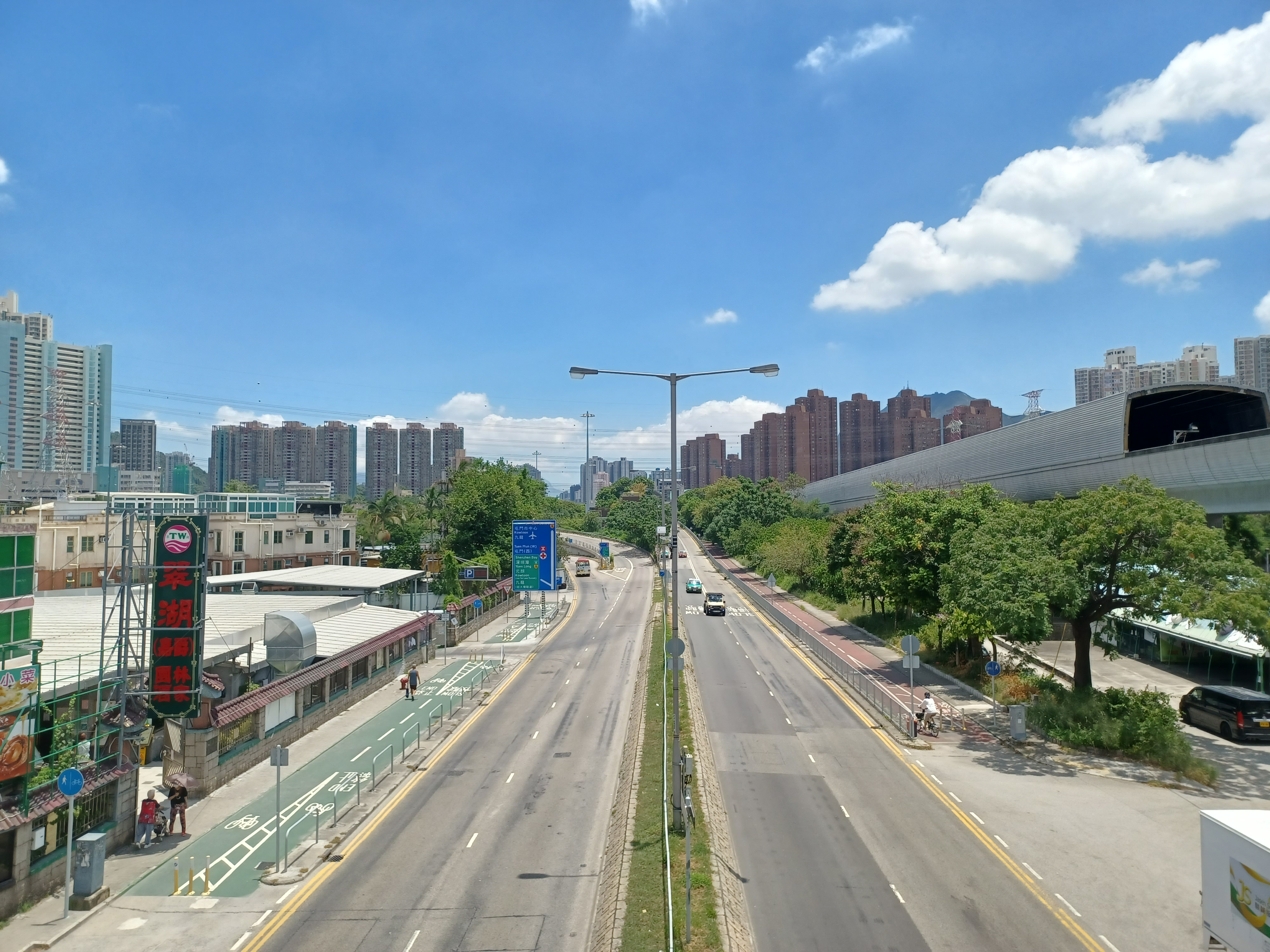
青山公路－藍地段

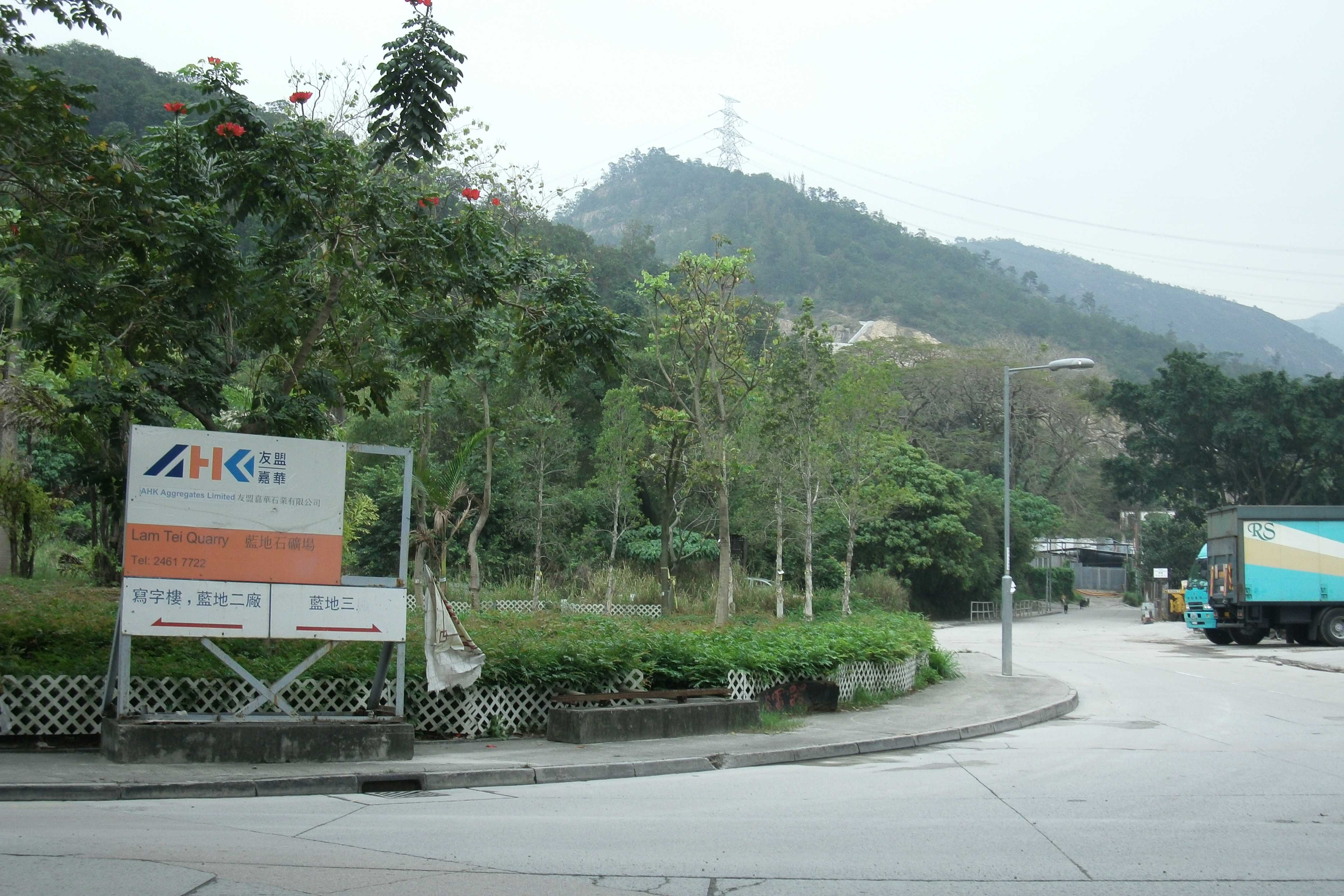
藍地石礦場（2012年4月）

藍地（英語：Lam Tei）是香港新界屯門區的一個地方名稱，位於屯門以北，洪水橋以南，東有元朗公路，青山公路－藍地段將藍地分隔為東西兩部。藍地亦是屯門陶氏的其中一個聚居地，該族自元末遷入屯門，自稱是陶淵明的後人。
區內的傳統商業中心為藍地大街。區內有屯門旅遊景點之一妙法寺。深港西部通道中的港深西部公路於藍地和元朗公路接駁。

## 區議會議席分佈
為方便比較，以下列表以藍地交匯處開始的青山公路－藍地段沿線地區為範圍。
| 年度/範圍            | 2000-2003    | 2004-2007    | 2008-2011    | 2012-2015    | 2016-2019    | 2020-2023    |
| -------------------- | ------------ | ------------ | ------------ | ------------ | ------------ | ------------ |
| 青山公路－藍地段一帶 | 屯門鄉郊選區 | 屯門鄉郊選區 | 屯門鄉郊選區 | 屯門鄉郊選區 | 屯門鄉郊選區 | 屯門鄉郊選區 |

註：以上主要範圍尚有其他細微調整（包括編號），請參閱有關區議會選舉選區分界地圖及條目。

## 曾規劃的建築
接駁元朗與赤鱲角的屯門西繞道亦將穿過藍地，但計劃現已擱置。